# Cissus austroyunnanensis
Cissus austroyunnanensis är en vinväxtart som beskrevs av Y.H. Li & Y. Zhang. Cissus austroyunnanensis ingår i släktet Cissus och familjen vinväxter. Inga underarter finns listade i Catalogue of Life.